# Мерсер (округ, Кентукки)
Ме́рсер (англ. Mercer County) — округ в США, штате Кентукки. Официально образован в 1785 году. По состоянию на 2010 год численность населения составляла 21 331 человек. Получил своё название в честь американского военного деятеля и врача Хью Мерсера.

## География
По данным Бюро переписи США, общая площадь округа равняется 655,6 км², из которых 649,9 км² суша и 5,7 км² или 0,87 % это водоёмы.

## Население
По данным переписи населения 2000 года в округе проживает 20 817 жителей в составе 8 423 домашних хозяйств и 6 039 семей. Плотность населения составляет 32,00 человека на км2. На территории округа насчитывается 9 289 жилых строений, при плотности застройки около 14,00-ти строений на км2. Расовый состав населения: белые — 94,00 %, афроамериканцы — 3,69 %, коренные американцы (индейцы) — 0,21 %, азиаты — 0,47 %, гавайцы — 0,03 %, представители других рас — 0,63 %, представители двух или более рас — 0,96 %. Испаноязычные составляли 1,27 % населения независимо от расы.
В составе 31,80 % из общего числа домашних хозяйств проживают дети в возрасте до 18 лет, 57,80 % домашних хозяйств представляют собой супружеские пары проживающие вместе, 10,40 % домашних хозяйств представляют собой одиноких женщин без супруга, 28,30 % домашних хозяйств не имеют отношения к семьям, 25,10 % домашних хозяйств состоят из одного человека, 11,60 % домашних хозяйств состоят из престарелых (65 лет и старше), проживающих в одиночестве. Средний размер домашнего хозяйства составляет 2,45 человека, и средний размер семьи 2,93 человека.
Возрастной состав округа: 24,40 % моложе 18 лет, 7,40 % от 18 до 24, 29,10 % от 25 до 44, 24,50 % от 45 до 64 и 14,60 % от 65 и старше. Средний возраст жителя округа 38 лет. На каждые 100 женщин приходится 94,00 мужчин. На каждые 100 женщин старше 18 лет приходится 89,70 мужчин.
Средний доход на домохозяйство в округе составлял 35 555 USD, на семью — 43 121 USD. Среднестатистический заработок мужчины был 33 657 USD против 22 418 USD для женщины. Доход на душу населения составлял 17 972 USD. Около 10,00 % семей и 12,90 % общего населения находились ниже черты бедности, в том числе — 17,40 % молодёжи (тех, кому ещё не исполнилось 18 лет) и 12,00 % тех, кому было уже больше 65 лет.